# 캄보디아의 국가
장엄한 왕국(크메르어: បទនគររាជ)은 캄보디아의 국가이다. 충 낫(1883-1969)이 제작하였고, 1953년에 독립 캄보디아의 국가가 되었으며, 그것은 1976년까지 이어졌다. 그러나 크메르 루즈 등을 비롯한 공산 정권이 통치하던 시절에는 다른 국가가 사용되었다.
캄보디아는 1993년에 군주제를 부활하였고, 이 국가도 부활하게 되었다.

## 크메르어가사
1절
សូមពួកទេវព្តា រក្សាមហាក្សត្រយើង
អោយបានរុងរឿង ដោយជ័យមង្គលសិរីសួស្តី
យើងខ្ញុំព្រះអង្គ សូមជ្រកក្រោមម្លប់ព្រះបារមី
នៃព្រះនរបតី វង្សក្សត្រាដែលសាងប្រាសាទថ្ម
គ្រប់គ្រងដែនខ្មែរ បុរាណថ្កើងថ្កាន។
2절
ប្រាសាទសីលា កំបាំងកណ្តាលព្រៃ
គួរអោយស្រមៃ នឹកដល់យសស័ក្តិមហានគរ
ជាតិខ្មែរដូចថ្មគង់វង្សនៅល្អរឹងប៉ឹងជំហរ
យើងសង្ឃឹមពរ ភ័ព្វព្រេងសំណាងរបស់កម្ពុជា
មហារដ្ឋកើតមាន យូរអង្វែងហើយ។
3절
គ្រប់វត្តអារាម ឮតែសូរស័ព្ទធម៌
សូត្រដោយអំណរ រំឮកគុណពុទ្ធសាសនា
ចូរយើងជាអ្នក ជឿជាក់ស្មោះស្ម័គ្រតាមបែបដូនតា
គង់តែទេវត្តានឹងជួយជ្រោមជ្រែង ផ្គត់ផ្គង់ប្រយោជន៍ឱយ
ដល់ប្រទេសខ្មែរ ជាមហានគរ។

## 프랑스어해석
1절
Que le ciel protège notre Roi
Et lui dispense le bonheur et la gloire.
Qu'il règne sur nos cœurs et sur nos destinées,
Celui qui, héritier des Souverains bâtisseurs,
Gouverne le fier et vieux Royaume.
2절
Les temples dorment dans la forêt,
Rappelant la grandeur du Moha Nokor.
Comme le roc, la race khmère est éternelle,
Ayons confiance dans le sort du Kampuchéa,
L'Empire qui défie les années.
3절
Les chants montent dans les pagodes
A la gloire de la Sainte foi Bouddhique.
Soyons fidèles aux croyances de nos pères.
Ainsi le ciel prodiguera-t-il tous ses bienfaits
Au vieux pays khmer, le Moha Nokor.

## 캄보디아어 국가 가사의한국어해석
1절
신들이시여, 우리의 위대한 국왕을 영광스럽게 지켜주시어
승리와 축복이 함께하길 빕니다.
저희는 왕의 은혜 아래에서 그늘을 의지하며 살아가나이다.
위대한 사원을 세운 조상의 후손,
우리 캄보디아의 땅을 찬란하게 통치하소서.
2절
숲 속에 숨겨진 돌로 세운 사원은,
그 위엄을 떠올리면, 찬란했던 대제국의 영광이 눈앞에 펼쳐지네.
크메르 민족은 바위처럼 굳건히 서 있으니,
우리는 캄보디아의 행운과 번영을 희망하노라.
위대한 우리 나라여,영원히 이어지리라.
3절
모든 사원에서 울려 퍼지는 불법(佛法)의 가르침,
기쁨으로 경전을 읊으며 부처님의 은혜를 찬미하네.
우리 모두, 조상들의 가르침을 따르며
진실한 신심(信心)으로 살아가리라.
신들이 우리 나라를 지켜 주사
위대한 크메르가 영원히 번영하길

## 같이 보기
- 앙코르 와트
- 크러마